# Желязна-Нова
Желязна-Нова (пол. Żelazna Nowa) — село в Польщі, у гміні Маґнушев Козеницького повіту Мазовецького воєводства.
Населення — 85 осіб (2011).
У 1975-1998 роках село належало до Радомського воєводства.

## Демографія
Демографічна структура станом на 31 березня 2011 року:
|          | Загалом | Допрацездатний вік | Працездатний вік | Постпрацездатний вік |
| -------- | ------- | ------------------ | ---------------- | -------------------- |
| Чоловіки | 45      | 10                 | 32               | 3                    |
| Жінки    | 40      | 11                 | 22               | 7                    |
| Разом    | 85      | 21                 | 54               | 10                   |